# Stadion (motorfiets)
Stadion is een historisch Tsjechisch motorfietsmerk dat van 1958 tot 1966 lichte motorfietsen met 48 cc Jawa-inbouwmotoren leverde.